# Un altro giorno in paradiso
Un altro giorno in paradiso (Another Day in Paradise) è un film del 1998 diretto da Larry Clark e tratto dall'omonimo romanzo di Eddie Little.

## Trama
Bobbie è un giovane teppistello tossicodipendente che vive di espedienti assieme alla sua ragazza Rosie. Quando la sua ultima rapina finisce male, Bobbie e Rosie trovano ospitalità a casa di Mel e della sua compagna Sid, che li aiutano a nascondersi dalla polizia.
Divenuti amici, i quattro progettano insieme una grande rapina che possa sistemarli per la vita. La rapina è un successo, ma al momento del colpo le cose non vanno secondo i loro piani.

## Incassi
Il film, costato due milioni di dollari, ha incassato la cifra di 1.036.818 dollari.

## Curiosità
- Vincent Kartheiser ha recitato due scene di sesso con Natasha Gregson Wagner, ma una di essa è stata tagliata dal film, al fine di evitare un rating NC-17.
- La scena dove James Woods schiaffeggia Vincent Kartheiser nel rifugio in mezzo al bosco, è stata interamente improvvisata da Woods, Kartheiser si lamentò con il regista dicendogli "non sapevo che quel figlio di ... dovesse colpirmi!".
- Woods e la Griffith avevano già lavorato insieme nel 1990 nel film televisivo Donne e uomini: Storie di seduzione.